# Olivet (Indrois)
Der Olivet ist ein kleiner Fluss in Frankreich, der im Département Indre-et-Loire in der Region Centre-Val de Loire verläuft. Er entspringt im nordöstlichen Gemeindegebiet von Orbigny, entwässert generell in südwestlicher Richtung, durchquert im Oberlauf mehrere kleine Stauseen und mündet nach rund 15 Kilometern an der Gemeindegrenze von Beaumont-Village und Chemillé-sur-Indrois als rechter Nebenfluss in den Indrois.

## Orte am Fluss
(Reihenfolge in Fließrichtung)
- La Cossonnière, Gemeinde Orbigny
- Orbigny
- Beaumont-Village
- La Bourdinière, Gemeinde Beaumont-Village